# Dane początkowe do strzelania

Dane początkowe do strzelania - nastawy obliczone do wystrzeliwania do celu właściwego lub pomocniczego. W artylerii przeciwlotniczej nastawy przyrządów celowniczych i zapalnika (przy strzelaniu rozpryskowym) obliczone do prowadzenia ognia do celów powietrznych. Rodzaj danych początkowych do strzelania zależy od sposobu celowania i konstrukcji przyrządów celowniczych. Dane te wypracowuje przyrząd centralny lub przelicznik samoczynny na podstawie wprowadzonych danych wejściowych.